# Rugby à sept aux Jeux olympiques d'été de 2020
Navigation
Rio de Janeiro 2016 Paris 2024
Les épreuves de rugby à sept des Jeux olympiques d'été de 2020 se déroulent du 26 au 31 juillet 2021 au stade de Tokyo, et ont été reportées à 2021. Pour la deuxième participation de la discipline aux Jeux olympiques, 24 équipes sont qualifiées.
L'équipe des Fidji, qui en s'imposant en finale à Rio en 2016 avait apporté à son archipel sa première médaille aux Jeux olympiques, récidive à Tokyo, en battant sans trembler la Nouvelle-Zélande dans le match pour la médaille d'or. Le bronze revient à l'Argentine. Dans le tournoi féminin, les Néo-Zélandaises font mieux que leurs homologues masculins en battant la France en finale. Les Fidji ont également leurs deux équipes sur le podium, puisque la formation féminine termine à la troisième place.

## Format de la compétition

### Accueil
Le comité d'organisation des Jeux olympiques d'été de 2020 décide d'organiser la compétition au stade de Tokyo, qui a accueilli des matchs de rugby à XV lors de la Coupe du monde 2019. La compétition masculine se déroule du 26 au 28 juillet 2021 et la compétition féminine du 29 au 31 juillet 2021.

### Changements
Contrairement au format en place à Rio, les compétitions masculine et féminine ne se déroulent pas en parallèle, mais à des dates différentes. Les tournois se déroulent en deux phases : une première le matin (de 9 h à midi) puis une seconde dans la soirée (de 16 h 30 à 19 h), les matchs pour les médailles se disputant dans le second créneau horaire. Le choix de programmer une compétition moins rythmée permet de moins éprouver physiquement les athlètes qui devront également faire face à la chaleur estivale de la capitale japonaise.

### Format
Deux compétitions sont organisées, une féminine et une masculine qui ont le même format. Douze équipes sont qualifiés et réparties en trois poules de quatre. Les deux premiers de chaque poule ainsi que les deux meilleurs troisième sont qualifiés en quart de finale. Les équipes s'affrontent sur une seule rencontre et la compétition prévoit des matchs de classement.

### Calendrier
| M | Matchs de poule | ¼ | Quarts de finale | ½ | Demi-finales | F | Finale |

| Compétition↓/Date → |       | 24 | 25 | 26 | 27 | 28 | 29 | 30 | 31 | 01 | 02 | 03 | 04 | 05 | 06 | 07 | 08 | 09 |
| ------------------- | ----- | -- | -- | -- | -- | -- | -- | -- | -- | -- | -- | -- | -- | -- | -- | -- | -- | -- |
| Hommes              | Matin |    |    | M1 | M3 | ½  |    |    |    |    |    |    |    |    |    |    |    |    |
| Hommes              | Soir  |    |    | M2 | ¼  | F  |    |    |    |    |    |    |    |    |    |    |    |    |
| Femmes              | Matin |    |    |    |    |    | M1 | M3 | ½  |    |    |    |    |    |    |    |    |    |
| Femmes              | Soir  |    |    |    |    |    | M2 | ¼  | F  |    |    |    |    |    |    |    |    |    |

## Compétitions

### Masculine
Tenante du titre, l'équipe des Fidji élimine l'Australie 19-0 en quarts de finale, l'Argentine 26-14 en demi-finale, et remporte sa deuxième médaille d'or, restant invaincue sur la scène olympique, en dominant la Nouvelle-Zélande en finale 27-12, le 28 juillet. Le sept fidjien apporte ainsi sa deuxième médaille olympique dans l'histoire de son archipel du Pacifique Sud, les deux étant en or. L'Argentine prend la médaille de bronze en battant la Grande-Bretagne 17-12

#### Participants
| Compétition                                 | Date             | Lieu          | Places | Qualifiés        |
| ------------------------------------------- | ---------------- | ------------- | ------ | ---------------- |
| Pays organisateur                           | 7 septembre 2013 | n.d.          | 1      | Japon            |
| Série mondiale 2018-2019                    | 9 juin 2019      | Multiple      | 4      | Fidji            |
| Série mondiale 2018-2019                    | 9 juin 2019      | Multiple      | 4      | États-Unis       |
| Série mondiale 2018-2019                    | 9 juin 2019      | Multiple      | 4      | Nouvelle-Zélande |
| Série mondiale 2018-2019                    | 9 juin 2019      | Multiple      | 4      | Afrique du Sud   |
| Tournoi de qualification sud-américain 2019 | 30 juin 2019     | Santiago      | 1      | Argentine        |
| Championnat d'Amérique du Nord 2019         | 7 juillet 2019   | George Town   | 1      | Canada           |
| Tournoi de qualification européen 2019      | 14 juillet 2019  | Colomiers     | 1      | Grande-Bretagne  |
| Championnat d'Océanie 2019                  | 9 novembre 2019  | Suva          | 1      | Australie        |
| Championnat d'Afrique 2019                  | 10 novembre 2019 | Johannesbourg | 1      | Kenya            |
| Tournoi de qualification asiatique 2019     | 24 novembre 2019 | Incheon       | 1      | Corée du Sud     |
| Tournoi de repêchage 2020                   | 20 juin 2021     | Monaco        | 1      | Irlande          |
| Total                                       |                  |               | 12     |                  |

### Féminine

#### Participants
| Compétition                                 | Date             | Lieu        | Places | Qualifiés        |
| ------------------------------------------- | ---------------- | ----------- | ------ | ---------------- |
| Pays organisateur                           | 7 septembre 2013 | n.d.        | 1      | Japon            |
| Série mondiale 2018-2019                    | 16 juin 2019     | Multiple    | 4      | Nouvelle-Zélande |
| Série mondiale 2018-2019                    | 16 juin 2019     | Multiple    | 4      | États-Unis       |
| Série mondiale 2018-2019                    | 16 juin 2019     | Multiple    | 4      | Canada           |
| Série mondiale 2018-2019                    | 16 juin 2019     | Multiple    | 4      | Australie        |
| Tournoi de qualification sud-américain 2019 | 2 juin 2019      | Lima        | 1      | Brésil           |
| Championnat d'Amérique du Nord 2019         | 7 juillet 2019   | George Town | 0      | –                |
| Tournoi de qualification européen           | 14 juillet 2019  | Kazan       | 1      | Grande-Bretagne  |
| Championnat d'Afrique 2019                  | 13 octobre 2019  | Jemmal      | 1      | Kenya            |
| Championnat d'Océanie 2019                  | 9 novembre 2019  | Suva        | 1      | Fidji            |
| Tournoi de qualification asiatique 2019     | 10 novembre 2019 | Guangzhou   | 1      | Chine            |
| Tournoi de repêchage 2020                   | 20 juin 2021     | Monaco      | 2      | France ROC       |
| Total                                       |                  |             | 12     |                  |

## Résultats

### Tableau des médailles
| Rang  | Nation           | Or | Argent | Bronze | Total |
| ----- | ---------------- | -- | ------ | ------ | ----- |
| 1     | Nouvelle-Zélande | 1  | 1      | 0      | 2     |
| 2     | Fidji            | 1  | 0      | 1      | 2     |
| 3     | France           | 0  | 1      | 0      | 1     |
| 4     | Argentine        | 0  | 0      | 1      | 1     |
| Total | Total            | 2  | 2      | 2      | 6     |